# Biała Flaga
Biała Flaga — сборник самых известных песен польской рок-группы Republika 1982—1995-х годов, выпущенный в 1999 году как часть серии «Złota kolekcja» (Золотая коллекция). В 2005 и 2012 (вместе с альбомом Nowe Sytuacje) году появились ремастированные издания альбома. Альбом в октябре 2002 года получил статус золотого диска.

## Список композиций
1. «Kombinat» — 3:20
2. «Gadające głowy» — 4:22
3. «Biała flaga» — 4:53
4. «Halucynacje» — 3:22
5. «Arktyka» — 4:09
6. «Nieustanne tango» — 5:26
7. «Moja krew» — 4:16
8. «Obcy astronom» — 5:17
9. «Śmierć w bikini» — 4:24
10. «Poranna wiadomość» — 4:23
11. «Tak długo czekam (ciało)» — 6:37
12. «Sexy doll» — 4:00
13. «Sam na linie» — 3:48
14. «Reinkarnacje» — 5:59
15. «Psy Pawłowa» — 4:18
16. «Zapytaj mnie czy cię kocham» — 3:50
17. «Telefony» — 4:20

## Список композиций из альбомаNowe Sytuacje, изданного в 2012 году
1. «Nowe sytuacje» — 4:27
2. «Plan» — 3:39
3. «Prąd» — 4:23
4. «Znak „=“» — 2:49
5. «Zróbmy to (teraz)» — 3:17
6. «Na barykadach walka trwa» — 4:21
7. «Fanatycy ognia» — 3:28
8. «Lawa» — 3:12
9. «Prośba do następcy» — 4:39
10. «Tu jestem w niebie» — 4:02
11. «W końcu» — 4:40
12. «Rak miłości» — 4:42
13. «Mamona» — 3:40
14. «Odchodząc» — 3:58
15. «Raz na milion lat» — 5:06
16. «Śmierć na pięć» — 3:13

## Состав группы
- Гжегож Цеховский (пол. Grzegorz Ciechowski) — вокал, клавишные, флейта
- Славомир Цесельский (пол. Sławomir Ciesielski) — барабаны, вокал
- Збигнев Кживаньский (пол. Zbigniew Krzywański) — гитара, вокал
- Павел Кучыньский (пол. Paweł Kuczyński) — бас-гитара (CD 1: песни 1-13,15,17; CD 2: песни 1-7)
- Лешек Бёлик (пол. Leszek Biolik) — бас-гитара (CD 1: песни 14,16; CD 2: песни 9-16)